# Тамбура (Європа)

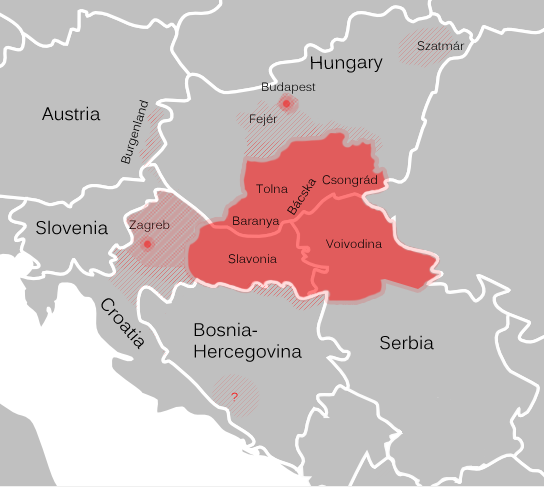
Територія поширення тамбури

Тамбура, зм. також тамбуриця (хорв. Tamburica, серб. Тамбурица, Tamburica, зі значенням мала тамбура, угор. Tambura, грец. Ταμπουράς) — сімейство струнних щипкових, інструмент народів південно-східної Європи, насамперед хорватів, угорців і сербів. Назва інструменту походить імовірно від перського Танбуру (перс.: تنبور). Інструмент має спорідненість з українською бандурою, а також італійською мандоліною та російською балалайкою, а також з індійським інструментом аналогічної назви (Деванагарі: तम्पूरा trl. tampūrā). Виконавець на тамбурі називається тамбураш (tamburaš).
Появу тамбура на Балканах пов'язуть з турецькими завоюваннями. Незважаючи на те, що бубон був привезений турками, насправді він є старовинним месопотамським інструментом. Найдавніші письмові документи про схожі інструменти на Балканах походять з 1551 року в районах Сербії та Боснії. Тамбура особливо властива мусульманським слов’янським громадам у Боснії та Герцеговині, Косово та Македонії, але з міграцією населення він став найважливішим музичним інструментом у Славонії та Воєводині – регіонах, де культура бубна процвітає донині.

Цей інструмент має дерев'яний корпус подовженої форми, лади, і металеві струни, кількість яких може коливатися, залежно від різновиду інструменту. Окремі струни настроюються попарно в унісон, інші — в кварту між собою. Залежно від різновиду, тамбури бувають різного розміру і, відповідно, володіють різним діапазоном.
Основні типи хорватської та угорської тамбури такі:
- тамбура-самиця (samica)
- тамбура-прима (prim) або бісерниця (bisernica)
- тамбура-бас-прима (bas-prim)
- человіч (čelović)
- тамбура-контра (kontra), або буґарія (bugarija)
- тамбура-челло (čelo)
- тамбура-бас (bas)

Різновиди тамбуриці
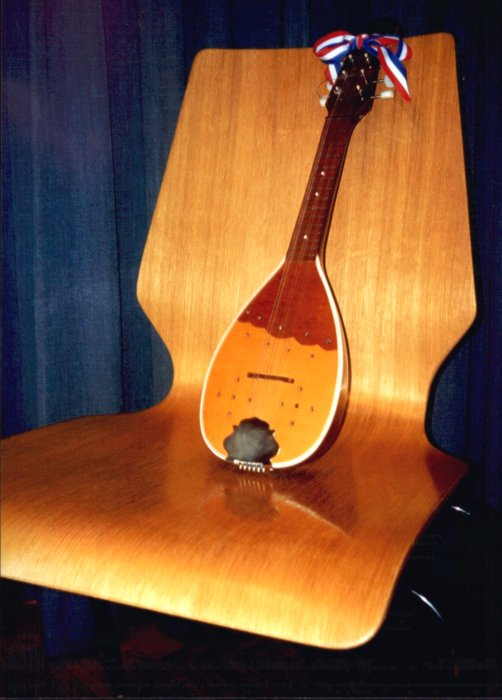
бісерниця
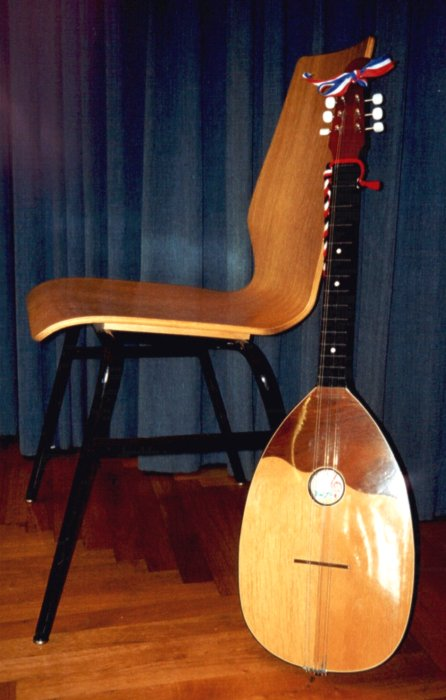
бас-прім
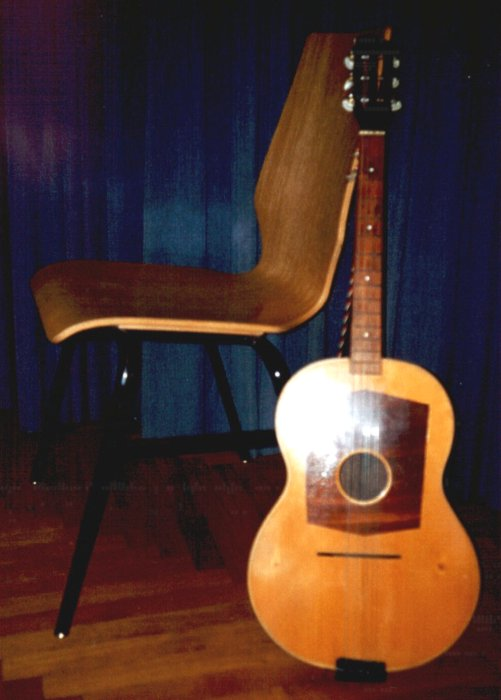
человіч
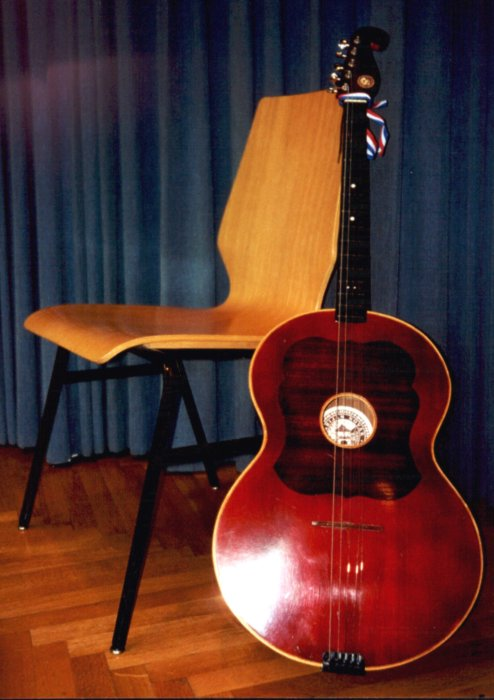
контра
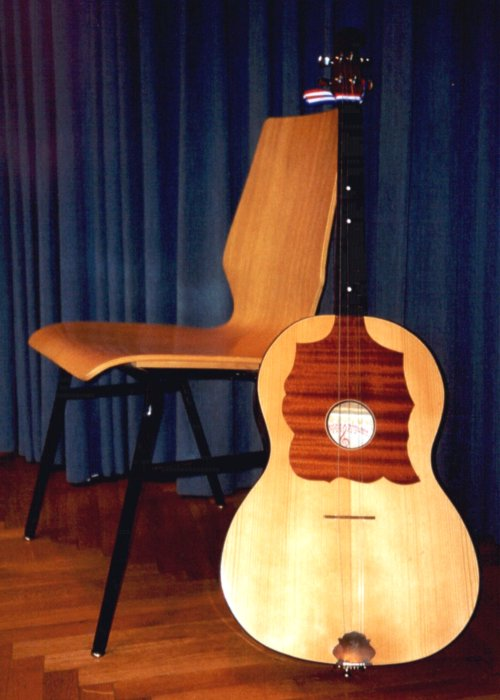
чело
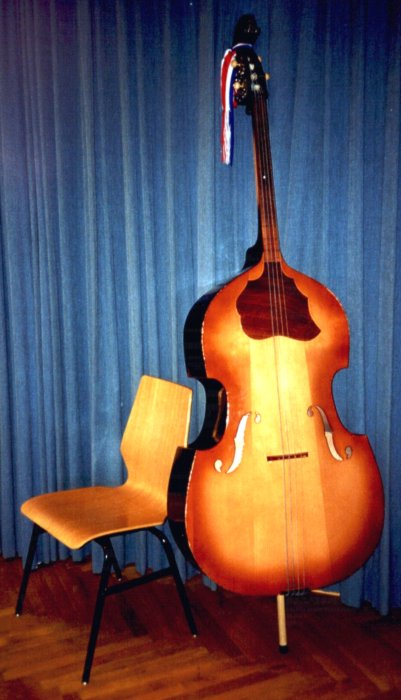
бас

Тамбура використовується насамперед для акомпонементу тамбуриці — пісенно-танцювального жанру хорватської народної музики. Починаючи з середини XIX Тамбура використовується в оркестрах тамбурашів. У Хорватському Загор'ї тамбуриця включена до складу народних оркестрів разом зі скрипками, цимбалами і акордеоном. Серед провідних оркестрів тамбурашів Хорватії — Krsto Odak, Najbolji hrvatski tamburaši.
Найвідомішим керівники оркестрів тамбурашів був Яніка Балаж (1925-1988), а найвідомішим і неперевершеним виконавцем тамбурових пісень – Звонко Богдан.